# Chamaesciadium
Chamaesciadium es un género de plantas perteneciente a la familia Apiaceae. Es originario del sudoeste de Asia y del Caucaso.  

## Taxonomía
Fue descrito por Carl Anton von Meyer  y publicado en Verzeichness der Pflanzen des Caspischen Meeres  122, en el año 1831.  La especie tipo es Chamaesciadium flavescens C.A.Mey.

## Especies
- Chamaesciadium acaule      (M.Bieb.) C.A.Mey.    Verz. Pfl. Casp. Meer. 122    1831
- Chamaesciadium albiflorum Kar. & Kir.    Bull. Soc. Imp. Naturalistes Moscou 15(2): 360    1842
- Chamaesciadium caucalioides     (Velen.) M.Hiroe    Umbelliferae World 995    1979
- Chamaesciadium flabellifolium     (Boiss.) M.Hiroe    Umbelliferae World 995    1979
- Chamaesciadium flavescens     C.A. Mey.    Verz. Pfl. Casp. Meer. 122    1831
- Chamaesciadium heldreichii     Boiss.    Diagn. Pl. Orient. II, 2: 78    1856
- Chamaesciadium morphologicum     (Velen.) M. Hiroe    Umbelliferae World 996    1979
- Chamaesciadium persicum     (Boiss.) M. Hiroe    Umbelliferae World 996    1979
- Chamaesciadium subnudum     (C.B.Clarke ex H.Wolff) C.Norman